# Frieden von 363
Als Frieden von 363 (manchmal auch Zweiter Frieden von Nisibis) wird in der althistorischen Forschung bisweilen der Friedensvertrag zwischen dem Römischen Reich und dem Sassanidenreich im Jahr 363 bezeichnet.

## Hintergrund

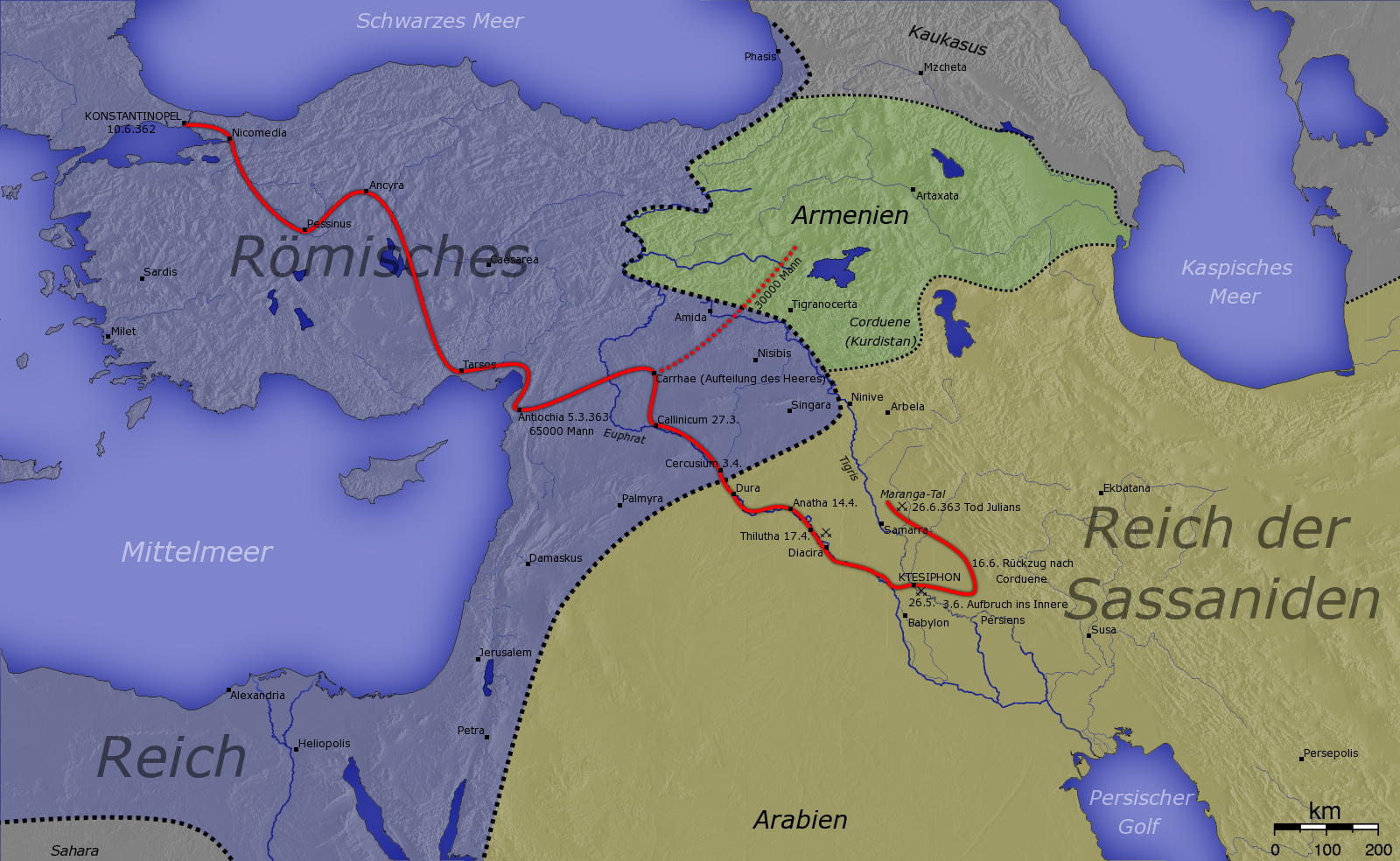
Julians Persienfeldzug

Im Frühjahr des Jahres 363 war der römische Kaiser Julian mit einem starken Heer von etwa 65.000 Mann von Antiochia am Orontes nach Osten aufgebrochen. Sein Ziel war es, die Perser, die eine ständige Bedrohung für Roms Ostgrenze darstellten (siehe Römisch-Persische Kriege), zu besiegen, wobei möglicherweise auch die Alexander-Imitatio und innenpolitische Motive eine Rolle spielten. Anders als Julians Vorgänger Constantius II., der mit nur einem Teil des gesamten römischen Feldheeres die ständigen Kämpfe austragen konnte – die Konflikte mit seinen Brüdern, die Mitherrscher im Westen waren, später die Bedrohung durch die Germanen an der Rheingrenze sowie die Usurpationen des Magnentius und Julians hatten dies unmöglich gemacht –, verfügte Julian über die Ressourcen des gesamten Imperiums.
Tatsächlich hatte Julian anfangs Erfolg: Der persische Großkönig Schapur II. musste seine Truppen erst sammeln, und so wichen die Perser einer Entscheidungsschlacht vorerst aus. Vor Ktesiphon, der persischen Hauptstadt, wendete sich das Blatt: Julian sah sich außer Stande, die stark befestigte Stadt einzunehmen. In den folgenden Tagen wurde das römische Heer, das sich bereits auf dem Rückzug befand, von den Persern abgedrängt. Julian wurde in der Schlacht von Maranga verwundet und starb am 26. Juni 363, womit das Heer führungslos war.
Ein Offizierskollegium, bestehend aus Dagalaifus, Nevitta, Arinthaeus und Victor, einigte sich schließlich auf den Christen und Gardeoffier Jovian als Julians Nachfolger, den das bedrängte Heer zum neuen Kaiser ausrief. Der Rückzug wurde fortgesetzt, doch gelang es nicht, den Tigris zu überschreiten. Damit wurde die Lage der Römer zunehmend verzweifelt. Schapur, der das persische Hauptheer inzwischen herangeführt hatte, erkannte seine Chance und setzte den Römern, die mit massiven Nachschubsproblemen zu kämpfen hatten, weiter zu. Unter diesem Druck erklärte sich Jovian notgedrungen zu Verhandlungen bereit.

## Vertragsinhalt
Schapurs Forderungen waren weitreichend. Zum einen sollten die Römer die Eroberungen, die Diokletian und Galerius 298 im Ersten Frieden von Nisibis erworben hatten, wieder aufgeben (die so genannten transtigritanischen Provinzen). Aber auch auf Gebiete im bereits vor 298 römischen Mesopotamien erhob Schapur Anspruch, was einen beträchtlichen Prestigeverlust für Rom bedeutete: So sollten zwei wichtige Städte, Nisibis, das Schapur in den vergangenen Jahren dreimal vergeblich belagert hatte, und Singara, sowie 15 Festungen an Persien abgetreten werden.
Der Verlust dieser Städte bedeutete auch in wirtschaftlicher und strategischer Sicht einen empfindlichen Verlust, da sie Kernbestandteile des römischen Festungsnetzwerks waren, das die Orientprovinzen Roms schützte. Aus diesem Grund war die abwehrende Reaktion der Römer verständlich, doch sie nützte nichts. Zwar hätte eine Fortsetzung der Kämpfe auch für Schapur ein gewisses Risiko bedeutet, den Römern drohte jedoch das Schicksal, inmitten der Wüste völlig aufgerieben zu werden.
So willigte Jovian, dessen Heer immer mehr unter Hunger und Durst litt, schließlich ein. Angeblich erreichte er immerhin, dass der Frieden auf 30 Jahre begrenzt blieb (und damit keinen endgültigen Charakter besaß), doch ist dies vielleicht eine spätere Erfindung römischer Autoren. Die Garnisonen der römischen Festungen erhielten freien Abzug, und die Bevölkerung von Nisibis und Singara durfte bzw. musste evakuiert werden. Diese definitive Aufgabe und Räumung von Reichsterritorium war ein in der römischen Geschichte einmaliger Vorgang; denn anders als sonst konnte man diesmal nicht die Fiktion aufrechterhalten, das Gebiet bleibe de iure Teil des Imperiums: Dass die römische Zivilbevölkerung vertrieben wurde, macht deutlich, dass die Aufgabe der Territorien endgültigen Charakter hatte. Die Römer selbst führten diese Deportation durch, beaufsichtigt von sassanidischen Würdenträgern. Rom musste zudem einwilligen, dem König von Armenien, dessen Land ein ständiger Streitpunkt zwischen Rom und Persien war, im Falle eines persischen Angriffs nicht zur Hilfe zu kommen. Am 11. Juli konnte Jovian endlich den Rückmarsch antreten.

## Bewertung
In den spätantiken Quellen stieß der Vertrag mehrheitlich auf Ablehnung, sowohl von heidnischer als auch von christlicher Seite, wobei besonders der Verlust der bedeutenden Stadt Nisibis ein ständiger Stachel für Rom war. Ammianus Marcellinus, unsere beste Quelle für diese Zeit, der auch ausführlich über die Verhandlungen berichtet (25,7), meinte im Rückblick, Jovian hätte lieber kämpfen sollen. Dabei muss jedoch beachtet werden, dass Ammianus ein Verehrer von Julian war und zudem schon die eher defensive, aber insgesamt erfolgreichere Strategie von Julians Vorgänger Constantius II. abgelehnt hatte. Auch Agathias (4,26), Eunapios (frg. 29,1), Festus (Breviarium 29) oder Libanios lehnten die Ergebnisse der Verhandlungen ab. Andere, wie Eutropius (Breviarium 10,17), Orosius (Hist. 7,31), mehrere Kirchenhistoriker und Zonaras, bedauerten den Vertrag und sahen ihn teils geradezu als Schande für Rom an, äußerten jedoch auch, dass Jovian kaum eine andere Möglichkeit gehabt hätte. Um 485 scheint dann in Ostrom behauptet worden zu sein, man habe Nisibis den Persern nur für 120 Jahre überlassen und könne es daher nun zurückfordern (vgl. Josua Stylites 7). Da keine Quelle des 4. Jahrhunderts eine solche Befristung erwähnt, handelt es sich dabei zweifellos um eine spätere Erfindung, die aufkam, als sich die Oströmer gegenüber den Sassaniden in einer Position der Stärke wähnten.
In der modernen Forschung wird vereinzelt die militärische Notwendigkeit eines Friedensabschlusses bestritten oder der Vertrag als „Schandfrieden“ bezeichnet, was vor allem eine Reflexion der Quellen geschuldet ist, die den Friedensvertrag mehrheitlich sehr kritisch betrachteten. Allerdings wird das der angespannten militärischen Situation nicht gerecht, in der sich das römische Heer vor allem aufgrund von Julians Fehleinschätzungen nun befand. Jovian hatte aus einer fast ausweglosen Situation gerettet, was er retten konnte, zumal letztlich beide Seiten davon profitierten.  Er hatte der Sicherheit gegenüber dem Risiko den Vorzug gegeben und kümmerte sich um die Stabilisierung seiner Herrschaft. 
Sicher ist, dass der Vertrag weitreichende Folgen hatte und die Position Roms zunächst verschlechterte; die römische Grenzverteidigung im Osten musste komplett restrukturiert werden. Zugleich aber konnten beide Großmächte mit dem neuen Grenzverlauf in Mesopotamien alles in allem gut leben – dies war eine wichtige Voraussetzung für den weitgehend friedlichen Charakter der Beziehungen im 5. Jahrhundert. Fast 230 Jahre lang blieb die Grenze im zuvor so blutig umkämpften Zweistromland praktisch unverändert. Erst Ende des 6. Jahrhunderts konnte Kaiser Maurikios die Vertragsbestimmungen in Teilen revidieren, indem er 591 Nisibis und die umgebende Region wieder für Ostrom gewann – allerdings nur für wenige Jahre.